# Anton Zita
Anton Zita, född 24 april 1909 i Göllersdorf, död 16 juni 1946 i Prag, var en tysk SS-Unterscharführer. Han var en av Adolf Eichmanns medarbetare och deltog i deportationen av judar från Österrike, Slovakien, Grekland, Frankrike och Ungern till förintelselägren Auschwitz-Birkenau och Treblinka.

## Biografi
Anton Zita utbildade sig till snickare. År 1939 ingick han i vaktmanskapet i transitlägret i närheten av Zarzecze; i detta läger hade man internerat de personer som initialt hade deporterats till Nisko.
I juni 1943 kommenderades Zita till Paris tillsammans med bland andra Alois Brunner, Ernst Brückler, Herbert Gerbing, Josef Weiszl, Anton Söllner, Josef Ullmann, Josef Csany och Max Koppel. Under Brunners ledarskap kom Zita att tjänstgöra i koncentrations- och interneringslägret Drancy, beläget norr om Paris. I lägret deltog Zita i tortyr av judiska interner.